# BAY 60–6583
BAY 60–6583 là một chất chủ vận thụ thể adenosine A2B chọn lọc. Thuốc đã được chứng minh là cung cấp sự bảo vệ khỏi thiếu máu cục bộ (thiếu oxy do cung cấp máu bị chặn) ở cả tim và thận của động vật thử nghiệm, và cũng được chứng minh có lợi trong điều trị phổi và não cấp tính chấn thương, hiển thị một loạt các ứng dụng tiềm năng cho các chất chủ vận A2B chọn lọc.